# プロトン・サトリア
プロトン・サトリア (Proton Satria) は、マレーシアの自動車メーカー、プロトンによって生産・販売されていたハッチバック車である。
なお、この項ではその後継車のプロトン・サトリアネオ (Proton Satria Neo) についても述べる。

## 歴史

### 初代 サトリア（1994年 - 2005年）
1995年に生産開始。ベース車は4代目三菱・ミラージュで、内装およびフロントのデザインが変更された。
エンジンは、直列4気筒 1.3L 12バルブ 4G13型、1.5L 12バルブ 4G15型、1.6L SOHC 16バルブ 4G92型エンジンを搭載し、5速マニュアルトランスミッションが組み合わせられる。なお、1.5Lエンジンおよび1.6Lエンジン搭載車にはオプションで3速または4速オートマチックトランスミッションを組み合わせることができる。
グレードは、「LSi」、「GLi」、「GLSi」、「SEi」が用意され、ベースグレードのLSiには1.3Lエンジンのみが、GLiには1.3Lエンジンまたは1.5Lエンジンが、GLSiとSEiには1.5Lまたは1.6Lエンジンが搭載された。
1996年にはマレーシアにおいてフェイスリフトが行われ、フロントグリルのほかテールライトなどリアのデザインもミラージュとは異なったものが採用された。また、輸出仕様車にも後にフェイスリフトが施された。この際に、1.3L 12バルブ、1.5L 12バルブ、1.6L 16バルブ各エンジンが新型に変更され、新たに新グレードの「LXi」、「S LXi」、「GTi」が用意された。なお、GTiには直列4気筒 1.8L 4G93型エンジンが搭載され、後にロータスエンジンやハンドリングの改良が施された。
また、2004年下旬には、GTiをベースにプロトンのレーシング開発チームとロータスによって共同開発された特別仕様車の「R3」も用意され、スモークヘッドライトや3本スポークmomoステアリングなどが装備された。また、遮音材やエアバッグなどを装備せず、車重が995kgまで軽量化されている。なお、R3は「Race」、「Rally」、「Research」を意味し、生産台数は150台のみとなった。

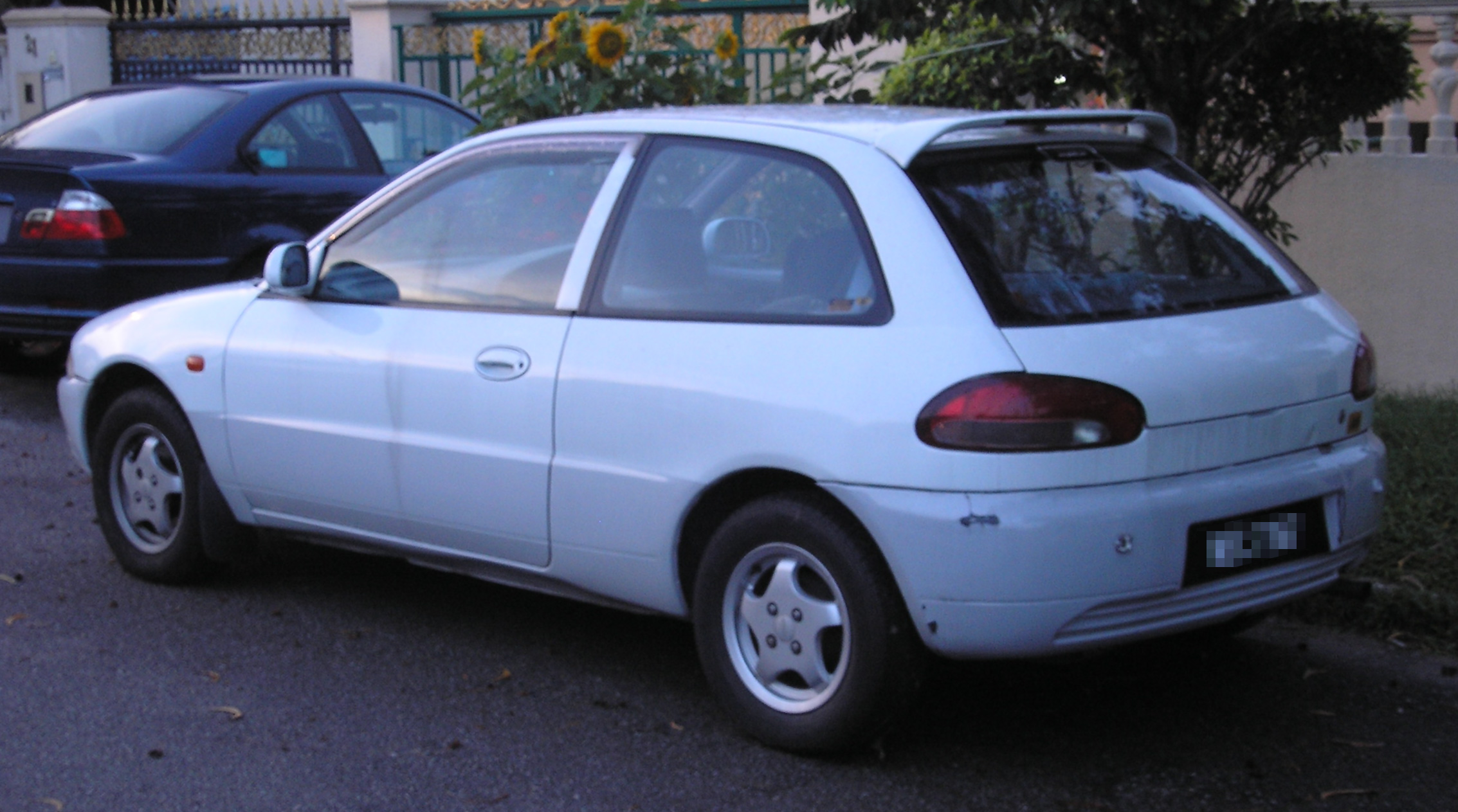
リア（前期型）
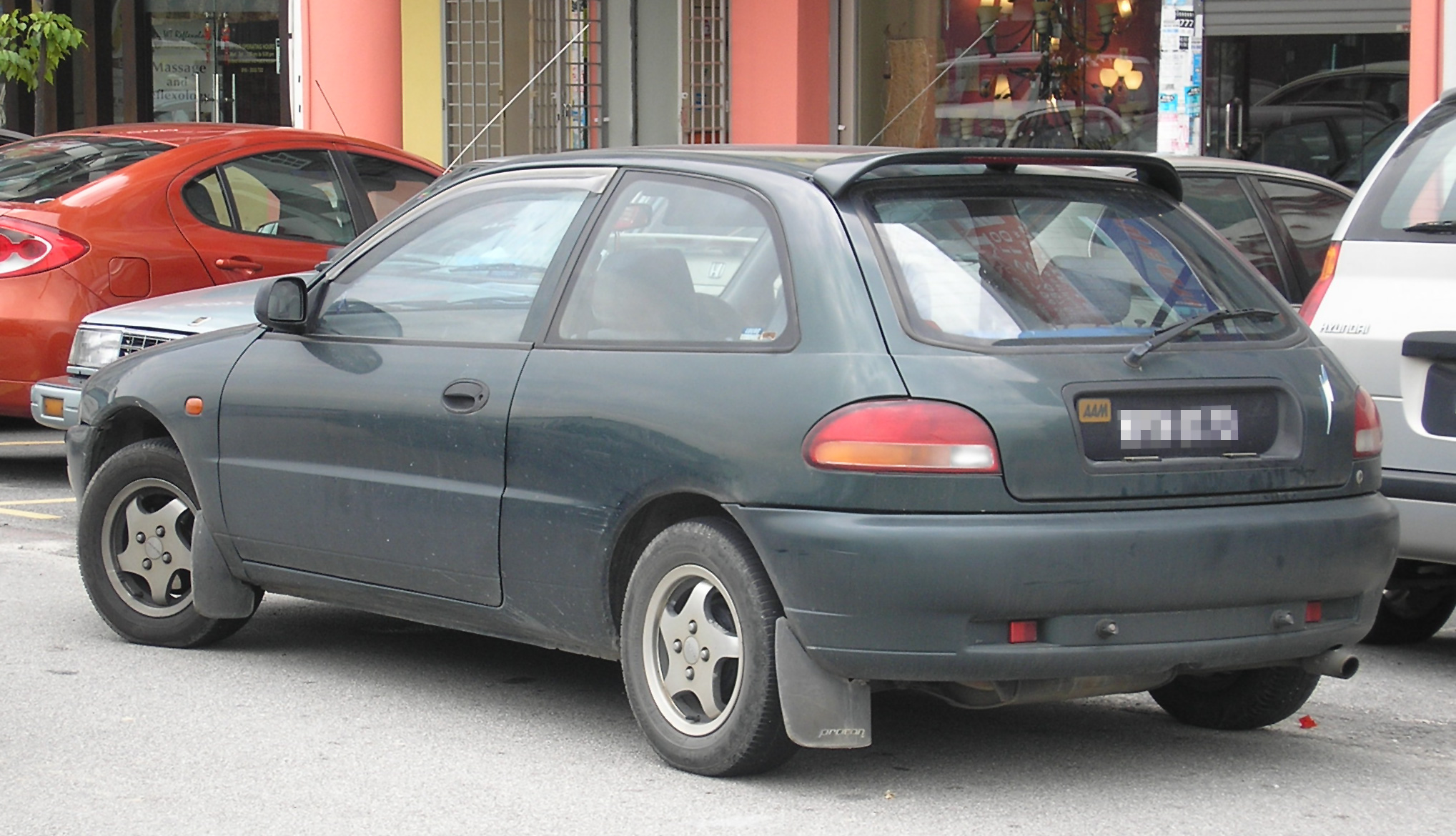
リア（後期型）

### 2代目 サトリアネオ（2006年-2015年(日本仕様：2011年-2018年)）
2006年6月16日にサトリアの後継車として発売。マレーシアの首相（当時）、アブドラ・バダウィによって発表された。
同社のGen-2やワジャと一部コンポーネントを共有し、プロトン独自開発のプラットフォームをベースとしている。5億リンギット、4年をかけて開発され、月販目標台数は2,000-2,500台となる。
エンジンは自社が独自に開発した直列4気筒 DOHC 1.3L  S4PE型および1.6L  S4PH型カンプロエンジンを搭載し、トランスミッションは三菱自動車工業が製造したOEM品でサトリアにも採用された5速マニュアルトランスミッションおよび4速オートマチックトランスミッションが組み合わせられる。
グレードは「L」、「M」、「H」の3種が用意され、ベースグレードのLのみに1.3L S4PE型エンジンが搭載される。
2009年2月には、最上級グレード「H」の代替グレードとして、1.6L カンプロCPSエンジンを搭載し、リアスポイラーなどが装備された「CPS」が発売された。
さらに、FIA スーパー2000のラリーカーとして、ワジャに搭載されるルノー製1.8L F4P型エンジンを搭載したラリーカーが開発され、2009年にIRCに7戦出場、ラリー・ロシアではガイ・ウィルクスが4位、ラリー・オブ・スコットランドではアリスター・マクレーが2位表彰台に入り初年度にもかかわらず好成績を残した。2010年はIRCと並行してアジアパシフィックラリー選手権に本格参戦。アジアパシフィックラリー選手権では序盤スピードを見せるもトラブルが多発し上位入賞を何回か逃したが、最終戦チャイナで初優勝を遂げた。そしてIRCでは5戦に出場するもノーポイントに終わった。翌年2011年はアジアパシフィックラリー選手権で2年目にもかかわらずチャンピオンに輝いた。インターコンチネンタル・ラリー・チャレンジでは8戦に出場この年の最高位はカナリアとバルムの9位が最高位だった。2012年もアジアパシフィックラリー選手権で連覇を狙うもこの年から本格参戦したシュコダに敗れランキング2位となった。一方並行で参戦したスーパー2000世界ラリー選手権ではP-G・アンダーソンがシーズン2勝を遂げるもライバルのクレイグ・ブリーンに9ポイント届かずランキング2位に終わった。
2010年12月には、キャロッセによって2011年から日本に正規輸入販売が行われることが発表され、2011年1月の東京オートサロンにてラリーカーコンセプトとR3が参考出品された。キャロッセによると、現在の日本の自動車メーカーのラインナップにはモータースポーツで使用できる手軽なベース車両がなくなってしまったため、様々なラリーやツーリングカー選手権での実績があってこの要件に合致するサトリアネオを導入することで、モータースポーツの活性化を図りたいとしている。また、この車両をベースにオリジナルキャラクターで痛車化したラリーカーで全日本ラリー選手権に出場するとのこと。
2012年6月、PHP(輸入車特別取扱)制度による国土交通省型式認定車となり、同年8月21日付でJAF登録車両として承認される。
2015年、既存の5ドアハッチバック車のサプリマSに統合される形で販売終了。これにより同社から3ドアハッチバック車が全て消滅する形となった。なお、日本市場向けは2018年8月時点で輸入在庫対応分に限り販売が継続されていたが、同年12月末までに全て完売となった。

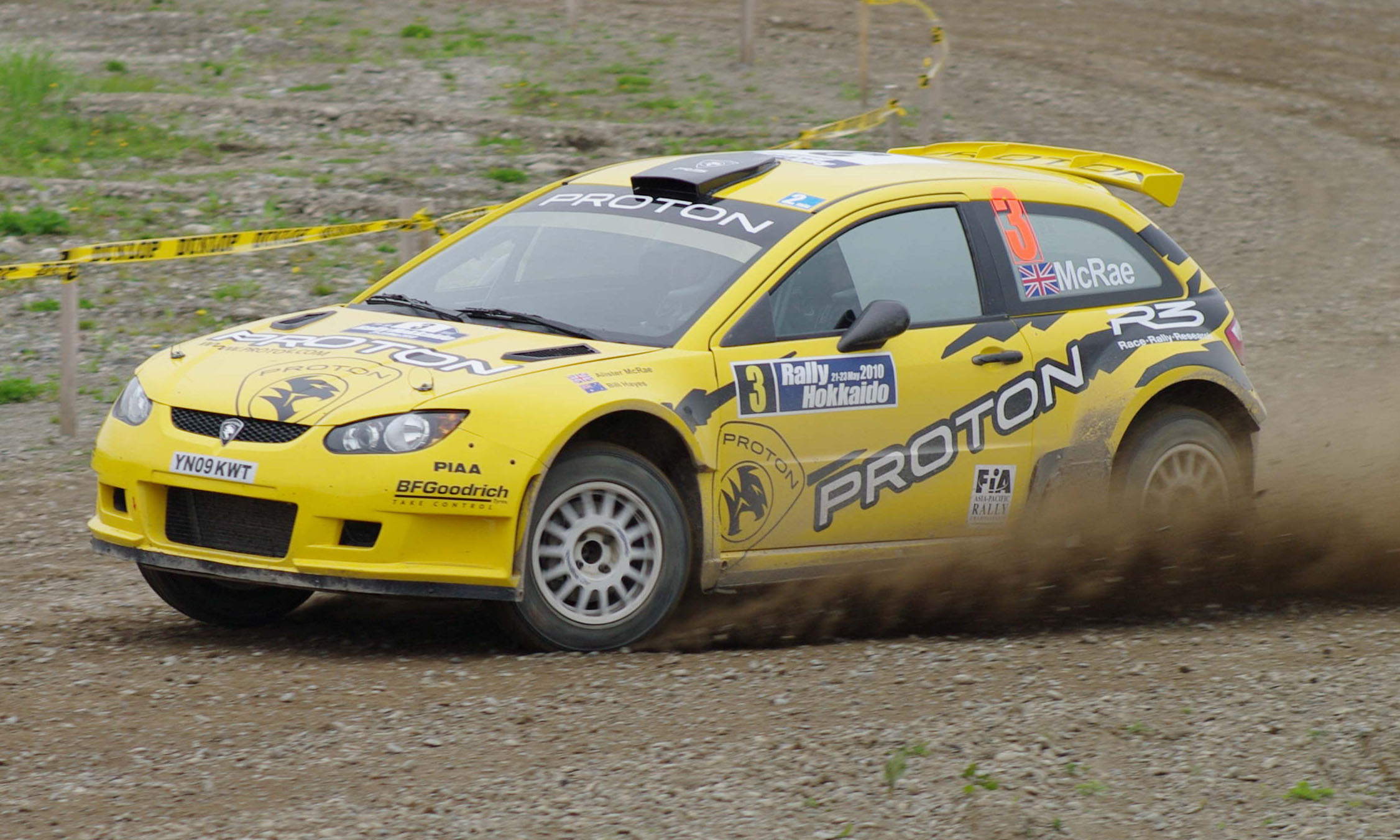
スーパー2000ラリーカー（2010年）
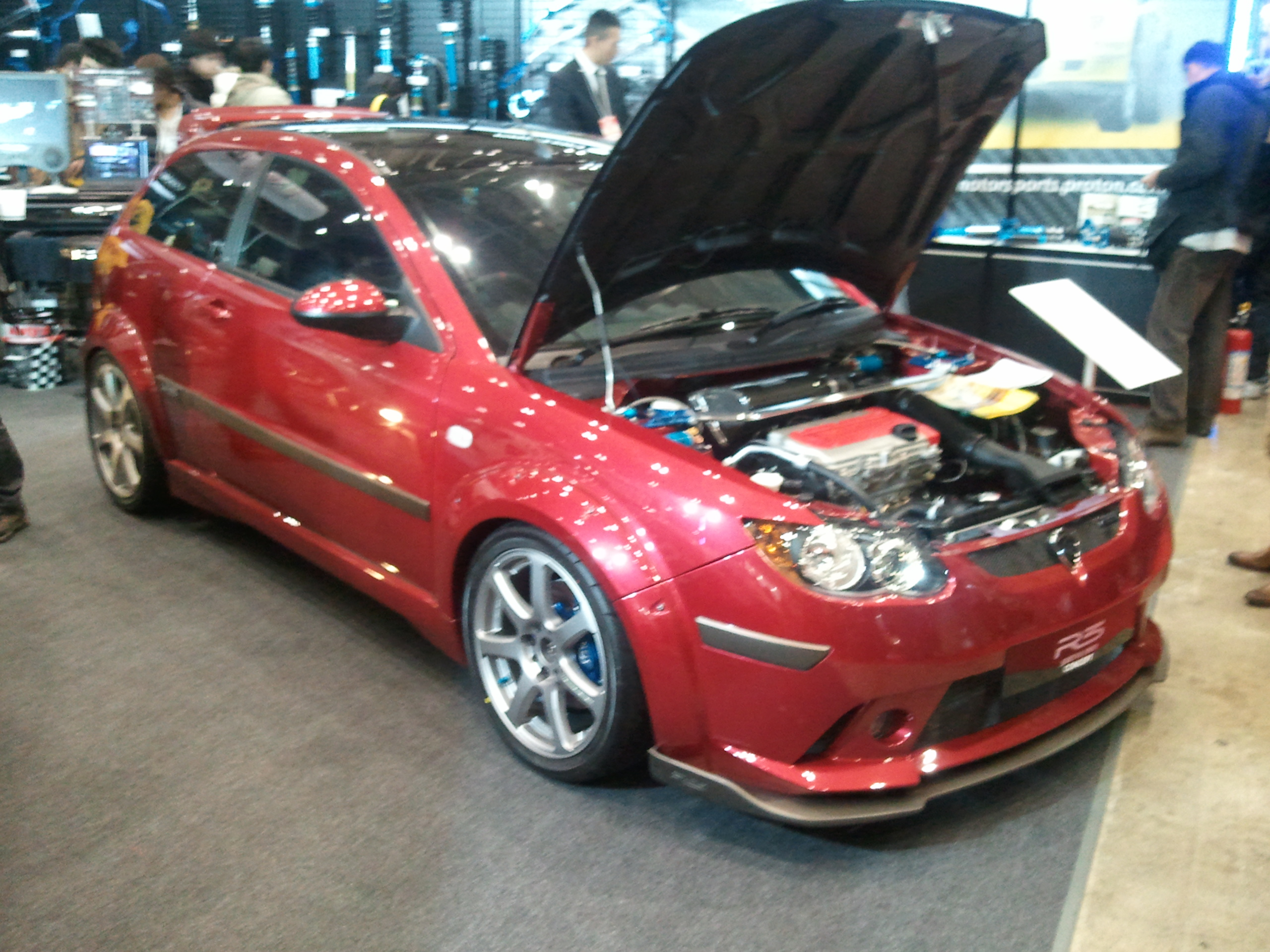
サトリアネオR3（2011年）
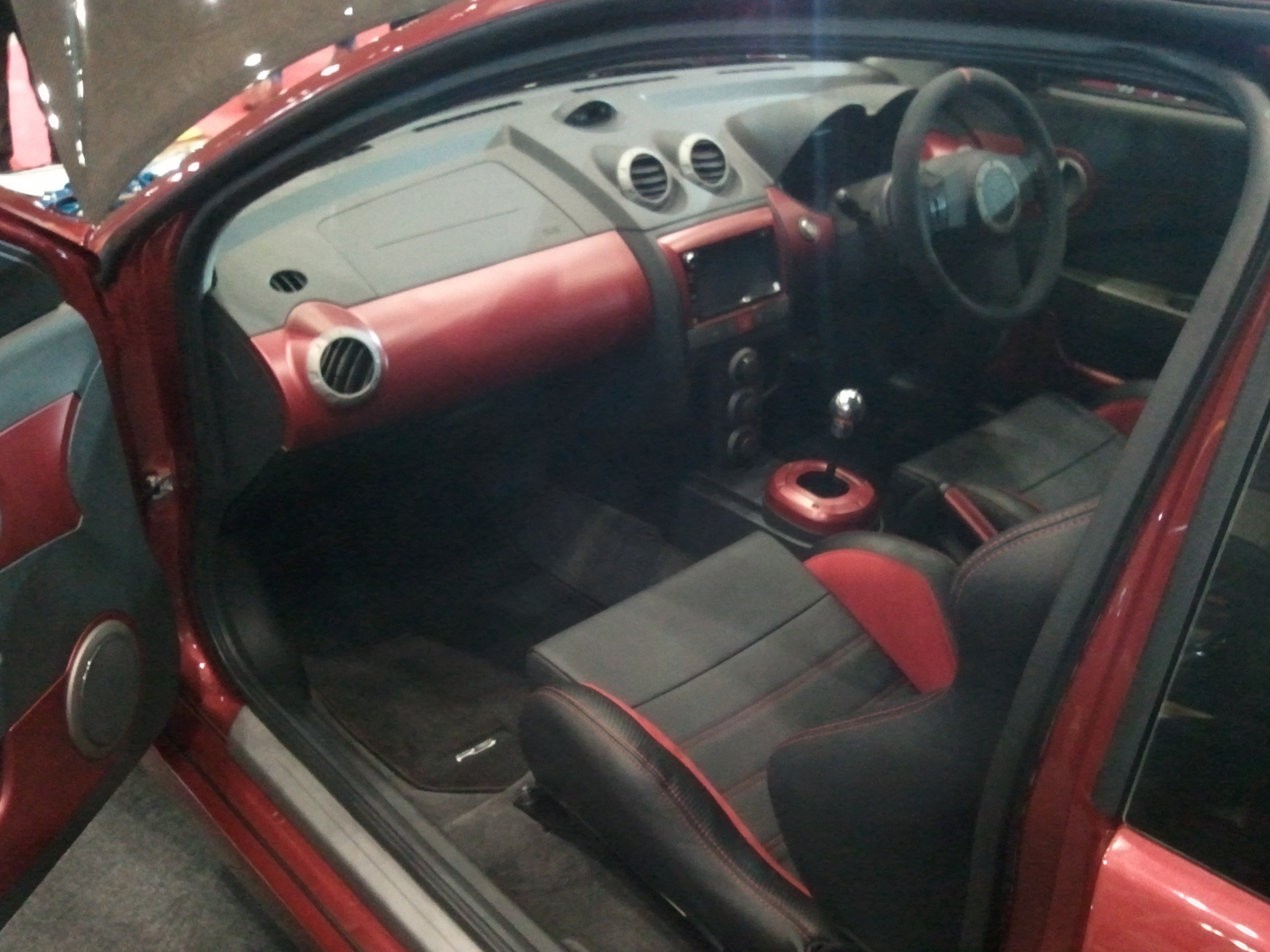
サトリアネオR3の内装（2011年）
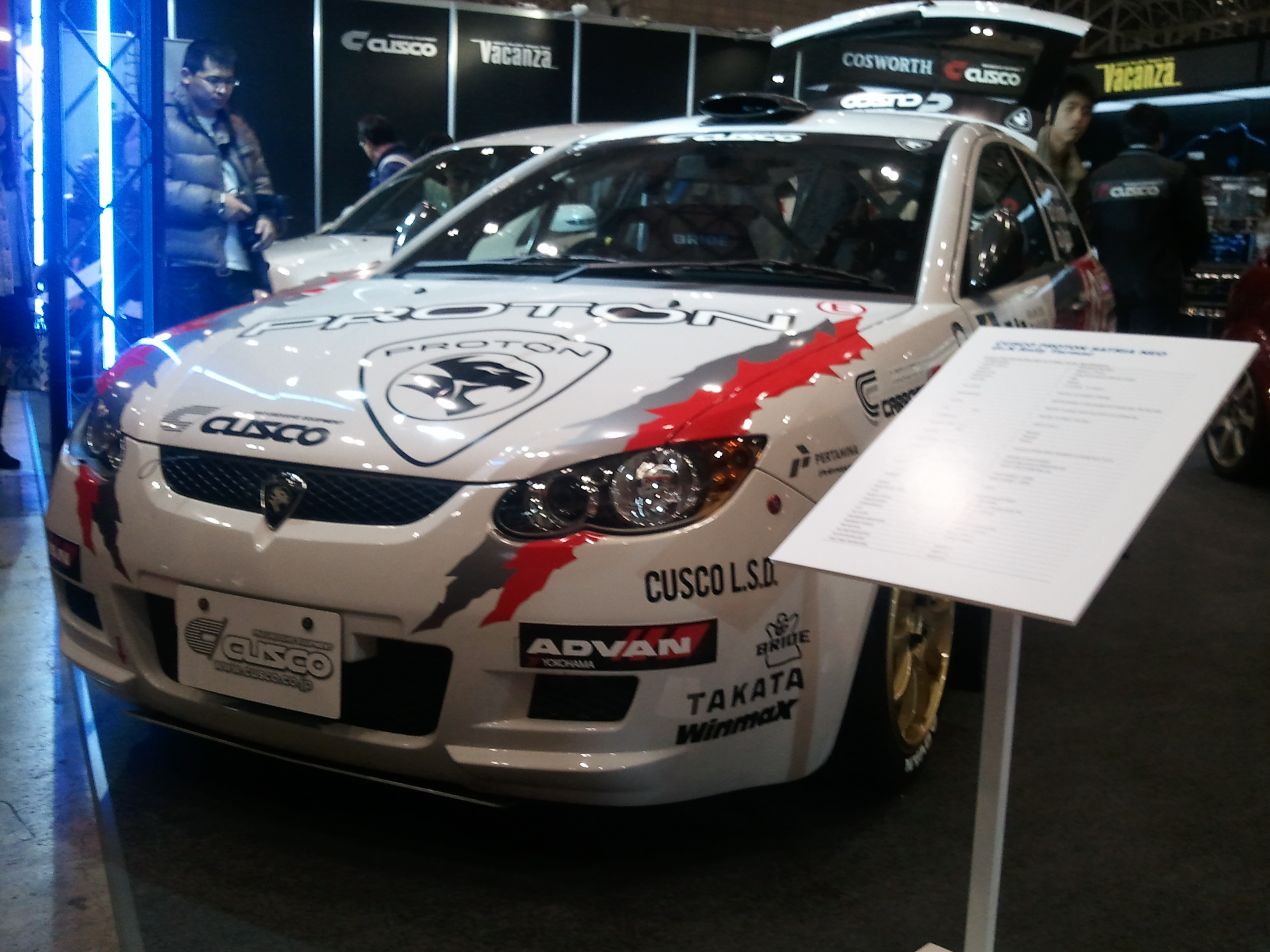
東京オートサロンに出品されたラリーカー（2011年）
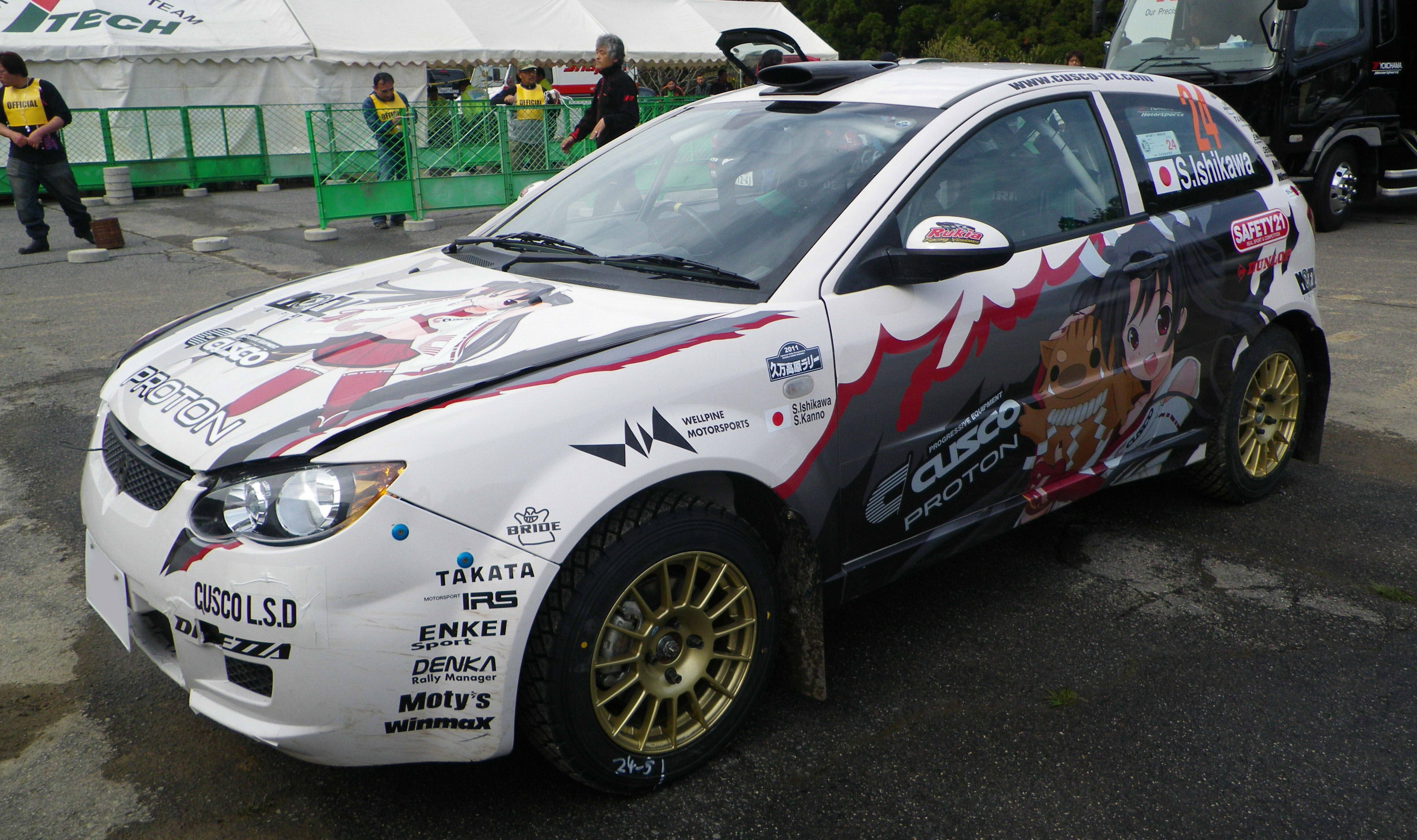
久万高原ラリー(全日本ラリー)に出場したラリーカー(2011年)

## 車名の由来
「satria」はサンスクリットで「騎士」を意味し、サトリアのスポーティさを表現するために、この名称が採用された。